# Massimo Crippa
Massimo Crippa (ur. 17 maja 1965 w Seregno) – piłkarz włoski grający na pozycji pomocnika. W swojej karierze rozegrał 17 meczów w reprezentacji Włoch i strzelił w nich 1 gola.

## Kariera klubowa
Karierę piłkarską Crippa rozpoczął w klubie AC Meda 1913. Grał w nim w sezonie 1982/1983. Następnie w 1983 roku odszedł do FBC Saronno, a w 1985 roku ponownie zmienił klub i został zawodnikiem USD 1913 Seregno Calcio. Występował w nim w sezonie 1985/1986. Z kolei w sezonie 1986/1987 był piłkarzem Pavii.
Latem 1987 roku Crippa przeszedł do pierwszoligowego Torino Calcio. W Serie A zadebiutował 13 września 1987 roku w przegranym 1:2 wyjazdowym meczu z US Avellino. W Torino spędził jeden sezon i był podstawowym zawodnikiem tego klubu.
W 1988 roku Crippa podpisał kontrakt z SSC Napoli. W sezonie 1988/1989 zdobył z Napoli Puchar UEFA. Wystąpił w pierwszym z dwóch finałowych meczów tego pucharu z VfB Stuttgart (2:1, 3:3). W sezonie 1989/1990 wywalczył z Napoli tytuł mistrza Włoch, a latem 1990 zdobył Superpuchar Włoch. W Napoli grał do końca sezonu 1992/1993.
W 1993 roku Crippa przeszedł do Parmy. Najpierw latem 1993 zdobył z nią Superpuchar Europy, a następnie w sezonie 1993/1994 sięgnął po swój drugi w karierze Puchar UEFA. Zagrał w drugim z finałowych meczów z Juventusem (1:0, 1:1).
W 1998 roku Crippa odszedł z Parmy i wrócił do Torino. W 1999 roku awansował z nim z Serie B do Serie A. W 2000 roku przeszedł do US Canzese, a w 2003 roku zakończył swoją karierę jako zawodnik Seregno Calcio.
| Sezon   | Klub       | Kraj   | Rozgrywki            | Mecze | Bramki |
| ------- | ---------- | ------ | -------------------- | ----- | ------ |
| 1985/86 | Seregno    | Włochy | Serie D              | 30    | 1      |
| 1986/87 | Pavia      | Włochy | Serie C2             | 31    | 2      |
| 1987/88 | Torino FC  | Włochy | Serie A              | 29    | 3      |
| 1988/89 | SSC Napoli | Włochy | Serie A              | 31    | 2      |
| 1989/90 | SSC Napoli | Włochy | Serie A              | 32    | 4      |
| 1990/91 | SSC Napoli | Włochy | Serie A              | 30    | 0      |
| 1991/92 | SSC Napoli | Włochy | Serie A              | 28    | 2      |
| 1992/93 | SSC Napoli | Włochy | Serie A              | 29    | 1      |
| 1993/94 | Parma      | Włochy | Serie A              | 31    | 2      |
| 1994/95 | Parma      | Włochy | Serie A              | 31    | 3      |
| 1995/96 | Parma      | Włochy | Serie A              | 31    | 1      |
| 1996/97 | Parma      | Włochy | Serie A              | 28    | 1      |
| 1997/98 | Parma      | Włochy | Serie A              | 26    | 2      |
| 1998/99 | Torino FC  | Włochy | Serie B              | 7     | 1      |
| 1999/00 | Torino FC  | Włochy | Serie A              | 3     | 0      |
| 2000/01 | Canzese    | Włochy | Eccellenza Lombardia | 25    | 4      |
| 2001/02 | Canzese    | Włochy | Eccellenza Lombardia | ?     | ?      |
| 2002/03 | Canzese    | Włochy | Eccellenza Lombardia | 31    | 3      |
| 2003/04 | Seregno    | Włochy | Serie D              | ?     | ?      |

## Kariera reprezentacyjna
W reprezentacji Włoch Crippa zadebiutował w 22 grudnia 1988 roku w wygranym 2:0 towarzyskim meczu ze Szkocją. W swojej karierze grał w eliminacjach do Euro 92 i Euro 96. Od 1988 do 1996 roku rozegrał w kadrze narodowej 17 meczów, w których zdobył 1 bramkę.
W swojej karierze Crippa grał również w reprezentacji Włoch U-21 oraz kadrze olimpijskiej. Z tą pierwszą zagrał w 1988 roku na mistrzostwach Europy U-21. Z kolei z kadrą olimpijską wystąpił na Igrzyskach Olimpijskich w Seulu oraz na Igrzyskach Olimpijskich w Atlancie.
| Mecze i gole w reprezentacji | Mecze i gole w reprezentacji | Mecze i gole w reprezentacji | Mecze i gole w reprezentacji | Mecze i gole w reprezentacji | Mecze i gole w reprezentacji | Mecze i gole w reprezentacji |
| #                            | Data                         | Stadion                      | Rywal                        | Wynik                        | Gol                          | Rozgrywki                    |
| 1988                         | 1988                         | 1988                         | 1988                         | 1988                         | 1988                         | 1988                         |
| ---------------------------- | ---------------------------- | ---------------------------- | ---------------------------- | ---------------------------- | ---------------------------- | ---------------------------- |
| 1.                           | 22.12.1988                   | Perugia, Włochy              | Szkocja                      | 2:0                          | 0                            | towarzyski                   |
| 1989                         |                              |                              |                              |                              |                              |                              |
| 2.                           | 22.02.1989                   | Piza, Włochy                 | Dania                        | 1:0                          | 0                            | towarzyski                   |
| 3.                           | 20.09.1989                   | Cesena, Włochy               | Bułgaria                     | 4:0                          | 0                            | towarzyski                   |
| 1990                         |                              |                              |                              |                              |                              |                              |
| 4.                           | 26.09.1990                   | Palermo, Włochy              | Holandia                     | 1:0                          | 0                            | towarzyski                   |
| 5.                           | 03.11.1990                   | Rzym, Włochy                 | ZSRR                         | 0:0                          | 0                            | el. ME 1992                  |
| 6.                           | 22.12.1990                   | Limassol, Cypr               | Cypr                         | 4:0                          | 0                            | el. ME 1992                  |
| 1991                         |                              |                              |                              |                              |                              |                              |
| 7.                           | 13.02.1991                   | Terni, Włochy                | Belgia                       | 0:0                          | 0                            | towarzyski                   |
| 8.                           | 01.05.1991                   | Salerno, Włochy              | Węgry                        | 3:1                          | 0                            | el. ME 1992                  |
| 9.                           | 05.06.1991                   | Oslo, Norwegia               | Norwegia                     | 1:2                          | 0                            | el. ME 1992                  |
| 10.                          | 12.06.1991                   | Malmö, Szwecja               | Dania                        | 2:0                          | 0                            | Scania 100 Tournament 1991   |
| 11.                          | 25.09.1991                   | Sofia, Bułgaria              | Bułgaria                     | 1:2                          | 0                            | towarzyski                   |
| 12.                          | 12.10.1991                   | Moskwa, ZSRR                 | ZSRR                         | 0:0                          | 0                            | el. ME 1992                  |
| 1994                         |                              |                              |                              |                              |                              |                              |
| 13.                          | 21.12.1994                   | Pescara, Włochy              | Turcja                       | 3:1                          | 1                            | towarzyski                   |
| 1995                         |                              |                              |                              |                              |                              |                              |
| 14.                          | 26.04.1995                   | Wilno, Litwa                 | Litwa                        | 1:0                          | 0                            | el. ME 1996                  |
| 15.                          | 08.10.1995                   | Split, Chorwacja             | Chorwacja                    | 1:1                          | 0                            | el. ME 1996                  |
| 16.                          | 11.11.1995                   | Bari, Włochy                 | Ukraina                      | 3:1                          | 0                            | el. ME 1996                  |
| 1996                         |                              |                              |                              |                              |                              |                              |
| 17.                          | 24.01.1996                   | Terni, Włochy                | Walia                        | 3:0                          | 0                            | towarzyski                   |